# (9900) Llull
(9900) Llull (1997 LL6) – planetoida z pasa głównego asteroid okrążająca Słońce w ciągu 3,14 lat w średniej odległości 2,14 j.a. Odkryta 13 czerwca 1997 roku.